# Yacouba Isaac Zida
Yacouba Isaac Zida, född 1965 i Yako, är en officer från Burkina Faso. Han har överstelöjtnants grad och agerade som Burkina Fasos statschef en kort period i november 2014 och var landets tillförordnade premiärminister i två perioder med start i november 2014. Zida tog makten i efterdyningarna av protesterna i Burkina Faso 2014.

## Karriär
Zida har erhållit en magisterexamen i International Management från Lyons universitet. Han har också fått en militär utbildning från den amerikanska armén. Under presidenten Blaise Compaoré, tjänstgjorde han som vice befälhavare för Regementet för presidentens säkerhet. Han tjänstgjorde som FN-fredsbevarare i Demokratiska republiken Kongo från 2008 till 2009.
Mitt under protesterna i Burkina Faso avgick presidenten Compaoré den 31 oktober 2014 och arméchefen Honoré Traoré meddelade då att han skulle ta över som statschef, men hans maktanspråk blev omedelbart angripna av en grupp yngre officerare ledda av Zida, som stödde demonstranternas linje. Den 1 november 2014 valde de väpnade styrkorna enhälligt att stödja Zida att leda landet i en interimsledning mot 2015 års presidentval.
Den 17 november 2014 valdes en civil, Michel Kafando, att ersätta Zida som interimspresident och Kafando svors in den 18 november. Dagen efter, 19 november, utsåg Kafando sedan Zida som premiärminister i Burkina Faso. I övergångsregeringen, vilken utsågs den 23 november, Zida höll rollen som försvarsminister utöver sin roll som premiärminister.